# Просікино
Просі́кино (рос. Просекино) — присілок у складі Томського району Томської області, Росія. Входить до складу Богашовського сільського поселення.

## Населення
Населення — 5 осіб (2010; 0 у 2002).